# Парагвай на літніх Олімпійських іграх 1968
Парагвай брав участь у Літніх Олімпійських іграх 1968 року у Мехіко (Мексика) уперше за свою історію, але не завоював жодної медалі.